# Вашингтон-Міллс (Нью-Йорк)
Вашингтон-Міллс (англ. Washington Mills) — переписна місцевість (CDP) в США, в окрузі Онейда штату Нью-Йорк. Населення — 1219 осіб (2020).

## Географія
Вашингтон-Міллс розташований за координатами 43°2′53″ пн. ш. 75°16′52″ зх. д. / 43.04806° пн. ш. 75.28111° зх. д. (43.047930, -75.281049).  За даними Бюро перепису населення США в 2010 році переписна місцевість мала площу 1,73 км², уся площа — суходіл.

## Демографія
Згідно з переписом 2010 року, у переписній місцевості мешкали 1183 особи в 502 домогосподарствах у складі 325 родин. Густота населення становила 682 особи/км².  Було 551 помешкання (318/км²).
Расовий склад населення:
| - 92,3 % — білих - 2,2 % — чорних або афроамериканців - 1,8 % — азіатів |

До двох чи більше рас належало 3,1 %. Частка іспаномовних становила 3,0 % від усіх жителів.
За віковим діапазоном населення розподілялося таким чином: 19,9 % — особи молодші 18 років, 63,6 % — особи у віці 18—64 років, 16,5 % — особи у віці 65 років та старші. Медіана віку мешканця становила 40,7 року. На 100 осіб жіночої статі у переписній місцевості припадало 92,7 чоловіків;  на 100 жінок у віці від 18 років та старших — 93,9 чоловіків також старших 18 років.
Середній дохід на одне домашнє господарство  становив 71 580 доларів США (медіана — 54 265), а середній дохід на одну сім'ю — 92 757 доларів (медіана — 70 425). За межею бідності перебувало 17,9 % осіб, у тому числі 11,6 % дітей у віці до 18 років та 0,4 % осіб у віці 65 років та старших.
Цивільне працевлаштоване населення становило 742 особи. Основні галузі зайнятості: освіта, охорона здоров'я та соціальна допомога — 44,1 %, мистецтво, розваги та відпочинок — 17,0 %, публічна адміністрація — 12,5 %, науковці, спеціалісти, менеджери — 9,7 %.